# Hochstraße Breitenweg

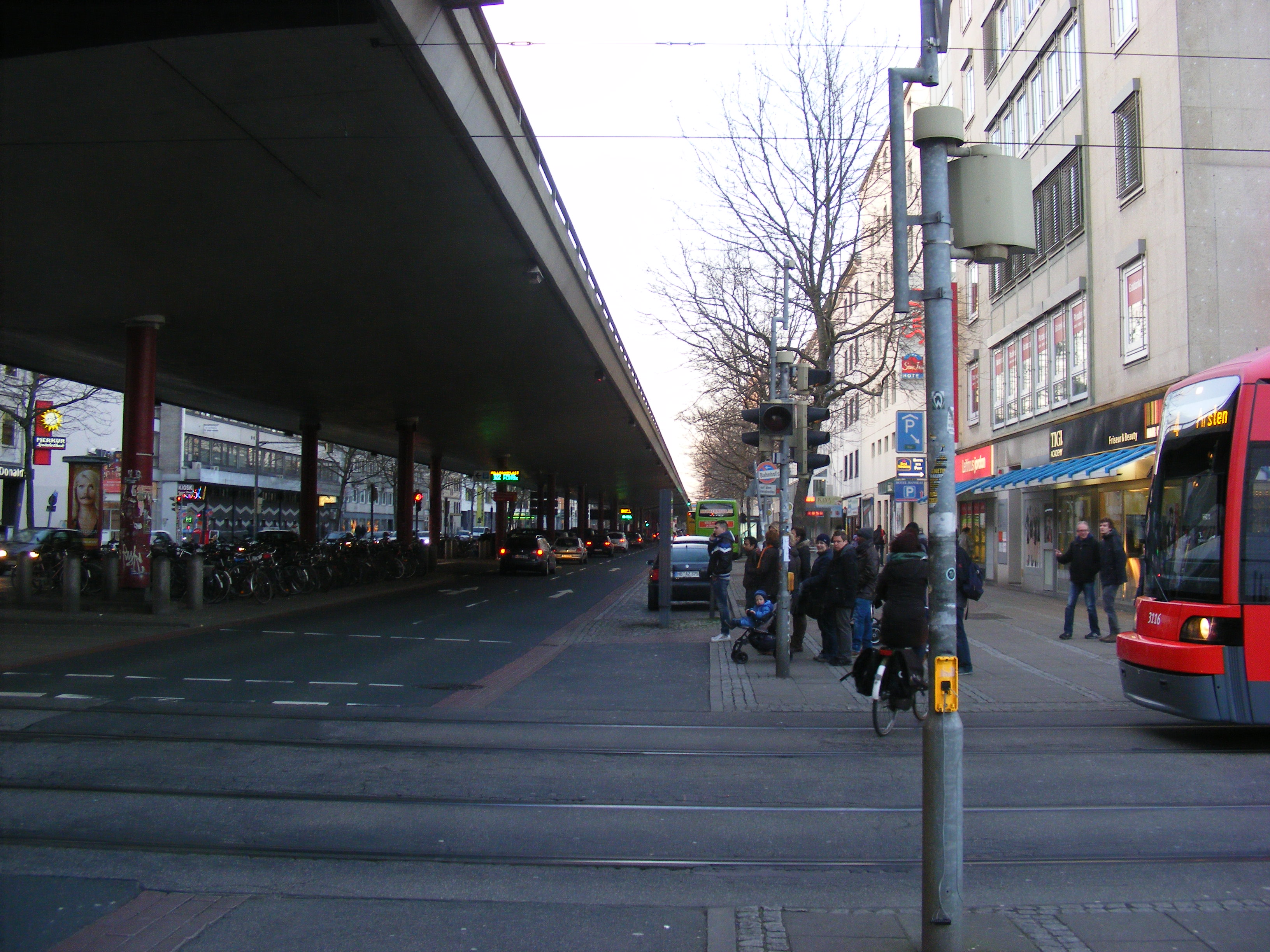
Der Breitenweg unter der Hochstraße

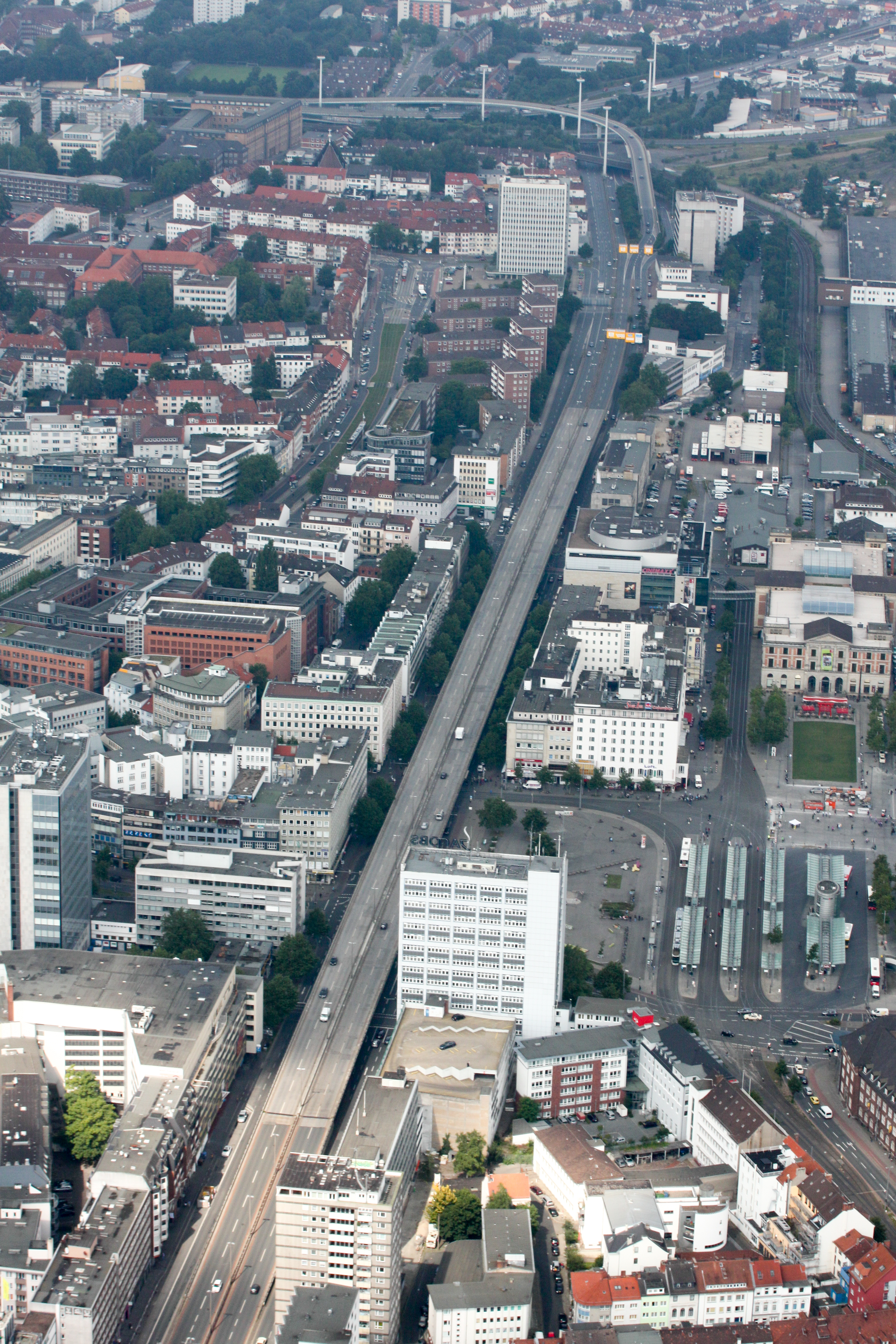
Die Hochstraße Breitenweg (2012), am rechten Bildrand der Bahnhofsvorplatz mit den Dächern der Straßenbahn-Haltestellen, die Freifläche dazwischen ist seit 2019 bebaut

Die Hochstraße Breitenweg in Bremen ist eine innerstädtische Hochstraße, die 1968 zur Entlastung von ebenerdigem Autoverkehr im Bereich des stark frequentierten Bahnhofsvorplatzes erbaut wurde. Sie ist als Kraftfahrstraße ausgeschildert und somit für Radfahrer und Fußgänger gesperrt.
Der Breitenweg ist eine historische Straße westlich des Bahnhofsvorplatzes, die mehrmals verlegt und verbreitert wurde. Sie liegt teilweise unter der Hochstraße Breitenweg. Östlich des Bahnhofsvorplatzes trägt die Straße unter der Hochstraße Breitenweg jedoch den Namen Rembertiring. 

## Lage
Die durchgehend vierstreifige Hochstraße Breitenweg liegt auf einer Länge von 689 Metern im Bremer Stadtteil Mitte zwischen den Fahrbahnen der Straßen darunter. Auf der überdachten Fläche direkt unter der Hochstraße befinden sich Fahrrad- und Motorradstellplätze, Parkplätze für Pkw und Taxistellplätze.
Der Breitenweg ist Teil des Bremer Ringstraßensystems und geht in westlicher Richtung in die Utbremer Straße, in östlicher Richtung in den Rembertiring über. In unmittelbarer Nähe befinden sich der Bremer Hauptbahnhof, das Überseemuseum und zahlreiche Kultureinrichtungen im Bereich des Güterbahnhofs. Die Hochstraße Breitenweg erstreckt sich über drei Postleitzahlengebiete.

## Geschichte

### Breitenweg bis 1940
1847 wurde die Bahnstrecke Wunstorf–Bremen als erste Eisenbahn in Bremen eröffnet. Schon damals war absehbar, dass im Zuge der Industrialisierung und des aufkommenden Eisenbahnverkehrs die engen Bremer Straßen für den zukünftigen Verkehr nicht ausreichen würden. Also wurde entlang der Bahnlinie vom Bahnhof in Richtung Osten eine besonders breite Straße geplant. Diese wurde 1852 als Breitenweg benannt und von 1856 bis 1872 angelegt. 1860 gab es in der Straße bereits fünf Häuser. Eine Anbindung in Richtung Westen erschien hingegen unwichtig: die Gegend war dünn besiedelt, einziges wichtiges Ziel waren die Häfen, und diese wurden durch ein engmaschiges Schienengüternetz angebunden.
1877 öffnete das Breitenwegbad, das bis 1952 existierte.
Nach dem Bau des Hauptbahnhofs erschloss der Breittenweg nur noch den Güterbahnhof, beim Bau der Ringbahn als Pferdebahn um 1880 wurde er nicht berücksichtigt. Erst 1898, als westlich des Bahnhofs neue Wohngebiete entstanden waren, wurde auch der Breitenweg in die Ringbahn einbezogen. Mit den neuen Linien 9 (ab 1913 nach Findorff) und 10 (ab 1919 nach Walle) fuhren bald drei Straßenbahnlinien durch den Breitenweg. Der alte Hintereingang der Centralhallen am Breitenweg wurde zum Haupteingang. 

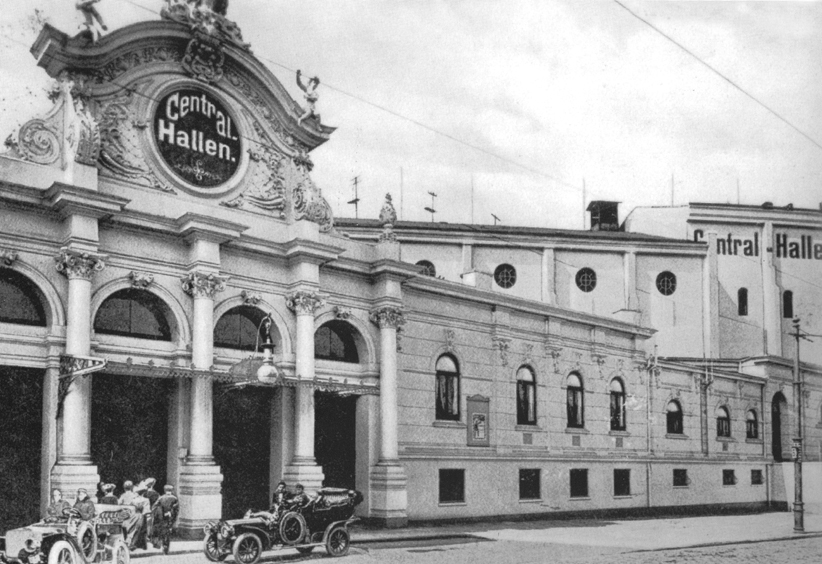
So sah es hier früher aus: Die Centralhallen, ein großes Amüsier-Etablissement, auf einem Foto von 1896. Heute verläuft quer durch das Grundstück die neue Trasse des Breitenwegs in Höhe des Findorfftunnels, auf dem obigen Foto zwischen den beiden gelben Schilderbrücken.

### Breitenweg nach 1940
Im Zweiten Weltkrieg wurden fast alle Häuser zerstört. Beim Wiederaufbau erhielt der Breitenweg eine völlig neue, noch wesentlich breitere Trassierung. Zwar blieben Anfangs- und Endpunkt gleich, dazwischen wurde die Straße jedoch durch eine Verschwenkung nach Süden begradigt. Das originale Mittelstück des Breitenweges blieb erhalten und wurde zunächst umbenannt in „Am Güterbahnhof“. Weil dies zu Verwechslungen mit dem angrenzenden „Güterbahnhof“ führte, heißt es seit 1965 „Friedrich-Rauers-Straße“.
Der Fruchthof Bremen wurde 1955 am Breitenweg 41–43 gebaut, nach der Umnummerierung der gesamten Straße 1969 dann Breitenweg 29/33. Er ersetzte den ersten kriegszerstörten Fruchthof von 1908, der am Breitenweg 21/22 gestanden hatte. 
Anfang der 1960er Jahre wurde auch der verbreiterte Breitenweg für das gestiegene Verkehrsaufkommen zu eng. Die Planer entschieden sich für eine Hochstraße, um auch den überörtlichen Regionalverkehr etwa von der Bundesstraße 6 und der Bundesstraße 75 weiterhin durch die Innenstadt führen zu können. 
Die Linie 10 der Bremer Straßenbahn fuhr bis 1964 westlich der Bürgermeister-Smidt-Straße gradlinig über den Breitenweg. Um den Breitenweg für den Autoverkehr zu reservieren, fährt sie seit 1964 durch parallele Straßen mit vier zusätzlichen Abbiegevorgängen. Die Linie 7 befuhr noch ein Jahr länger das kurze Stück des Breitenwegs bis zum Findorfftunnel und wurde 1965 ganz eingestellt.
Nach Fertigstellung der Hochstraße wurde der Breitenweg 1968 oder 1969 durch Einbeziehung des westlichen Teils der ehemaligen Düsternstraße (deren östlicher Teil war inzwischen überbaut worden) mach Westen hin wurde bis zum Panzenberg verlängert.

### Hochstraße Breitenweg
Im März 1968 wurde die Hochstraße auf 54 dünnen Stahlsäulen in Betongussweise errichtet. Die Verschalung wurde, bis auf das Zwischenstück über der Straßenbahntrasse, in einem Stück gegossen. Die Eröffnung fand am 8. August 1969 statt. 
Seither wird die Hochstraße Breitenweg etwa von 25.000 Kraftfahrzeugen täglich befahren. Im Rahmen der Bremen Challenge 2013 und anderer Großveranstaltungen wurde die Straße für den Verkehr gesperrt und von vielen Tausend Fußgängern besucht.

## Kritik
Wie an anderen innerstädtischen Hochstraßen auch, gab es an der Hochstraße gelegentlich starke ästhetische Kritik, da sie den Breitenweg optisch trennte. 2013 schlug die CDU Bremen vor, die Hochstraße abzureißen, nachdem auch in anderen Großstädten, z. B. Düsseldorf und Ludwigshafen, Hochstraßen abgerissen werden sollten. Der Vorschlag wurde aber nach vielen Protesten und Ablehnung auch in weiten Teilen der Bevölkerung nicht weiter verfolgt.